# Diedrocephala variegata
Diedrocephala variegata är en insektsart som först beskrevs av Fabricius 1775.  Diedrocephala variegata ingår i släktet Diedrocephala och familjen dvärgstritar. Inga underarter finns listade i Catalogue of Life.